# Seasick Sailor
Seasick Sailor es un cortometraje dramático y de horror estadounidense dirigido y escrito por Torre Catalano, y protagonizado por Keir Gilchrist, Martha MacIsaac, Fran Kranz, Martin Starr, Emily Osment, Brandon Jay McLaren, Steven Bauer y Al Sapienza. Fue estrenado el 24 de noviembre de 2013.

## Sinopsis
Penna (Keir Gilchrist), un adolescente que trabaja reabasteciendo las estanterías de la farmacia local, en su tiempo libre, asesina a personas para un jefe que nunca ha conocido. Penna intenta equilibrar las crecientes responsabilidades de ese trabajo tan poco ortodoxo tratando desesperadamente de establecer una conexión real con otra persona como un adulto joven.

## Reparto
- Keir Gilchrist como Penna.
- Martha MacIsaac como La chica.
- Fran Kranz como Wormy Guy.
- Martin Starr como El encuadernador.
- Emily Osment como Beck.
- Brandon Jay McLaren como Big Guy.
- Steven Bauer como Waldorf.
- Al Sapienza como Lou.

## Premios y nominaciones
| Año  | Premiación                               | Categoría              | Receptor          | Resultado | Ref.  |
| ---- | ---------------------------------------- | ---------------------- | ----------------- | --------- | ----- |
| 2013 | Best Shorts Competition                  | Mejor cortometraje     | Seasick Sailor    | Ganador   | [ 1 ] |
| 2013 | Best Shorts Competition                  | Mejor actor principal  | Keir Gilchrist    | Nominado  | [ 2 ] |
| 2014 | Hollywood Reel Independent Film Festival | Mejor Corto Dramático  | Seasick Sailor    | Ganador   | [ 3 ] |
| 2014 | Hollywood Reel Independent Film Festival | Mejor actor            | Keir Gilchrist    | Ganador   | [ 3 ] |
| 2014 | Hollywood Reel Independent Film Festival | Mejor actor de reparto | Martin Starr      | Ganador   | [ 3 ] |
| 2014 | Hollywood Reel Independent Film Festival | Mejor Edición          | Jeffrey Steinkamp | Ganador   | [ 3 ] |